# دیکی دیل (بازیکن فوتبال)
دیکی دیل (انگلیسی: Dickie Dale; ۲۱ مهٔ ۱۸۹۶ – ۱۹۷۵ (۷۸−۷۹ سال)) بازیکن فوتبال اهل بریتانیا بود.
از باشگاه‌هایی که در آن بازی کرده‌است می‌توان به باشگاه فوتبال وست برومویچ آلبیون، باشگاه فوتبال ترانمره راورز، باشگاه فوتبال بیرمنگام سیتی، باشگاه فوتبال تاو لاو تاون، و باشگاه فوتبال کروک تاون اشاره کرد.